# املاک صروح
املاک صروح (انگلیسی: Sorouh Real Estate) شرکت املاک و مستغلات اماراتی است، که در سال ۲۰۰۳ تأسیس شد.